# Kemerton
Kemerton est une localité anglaise située dans le comté du Worcestershire.